# (24607) Sevnatu
(24607) Sevnatu es un asteroide perteneciente al cinturón de asteroides, región del sistema solar que se encuentra entre las órbitas de Marte y Júpiter.
Fue descubierto el 14 de agosto de 1977 por Nikolái Stepánovich Chernyj desde el Observatorio Astrofísico de Crimea.

## Designación y nombre
Designado provisionalmente como 1977 PC1 fue nombrado así por La Universidad Técnica Nacional de Sebastopol, fundada en 1951, es una institución de educación superior en Ucrania que gradúa a especialistas en tecnología marina, instrumentación, automatización, radioelectrónica, tecnología informática, economía y gestión.

## Características orbitales
(24607) Sevnatu está situado a una distancia media del Sol de 2,328 ua, pudiendo alejarse hasta 2,868 ua y acercarse hasta 1,788 ua. Su excentricidad es 0,232 y la inclinación orbital 5,967 grados. Emplea 1297,14 días en completar una órbita alrededor del Sol.

## Características físicas
La magnitud absoluta de (24607) Sevnatu es 14,55. Tiene 5,137 km de diámetro y su albedo se estima en 0,089.